# アラン・ロビンソン反応
アラン・ロビンソン反応（アラン・ロビンソンはんのう、英語: Allan–Robinson reaction）は、o-ヒドロキシルケトンと芳香族無水物からフラボン類（またはイソフラボン類）を形成する化学反応である。
脂肪族無水物を使った場合はクマリン類が形成する。